# Hrabstwo Platte (Wyoming)
Hrabstwo Platte (ang. Platte County) – hrabstwo w stanie Wyoming w Stanach Zjednoczonych. Obszar całkowity hrabstwa obejmuje powierzchnię 2110,90 mil² (5467,21 km²). Według szacunków United States Census Bureau w roku 2009 miało 8196 mieszkańców. Jego siedzibą administracyjną jest Wheatland.
Hrabstwo powstało w 1911 roku. Jego nazwa pochodzi od rzeki North Platte.

## Miasta
- Chugwater
- Glendo
- Guernsey
- Hartville
- Wheatland

## CDP
- Chugcreek
- Lakeview North
- Slater
- Westview Circle
- Y-O Ranch
- Whiting